# Fauvismo brabantino

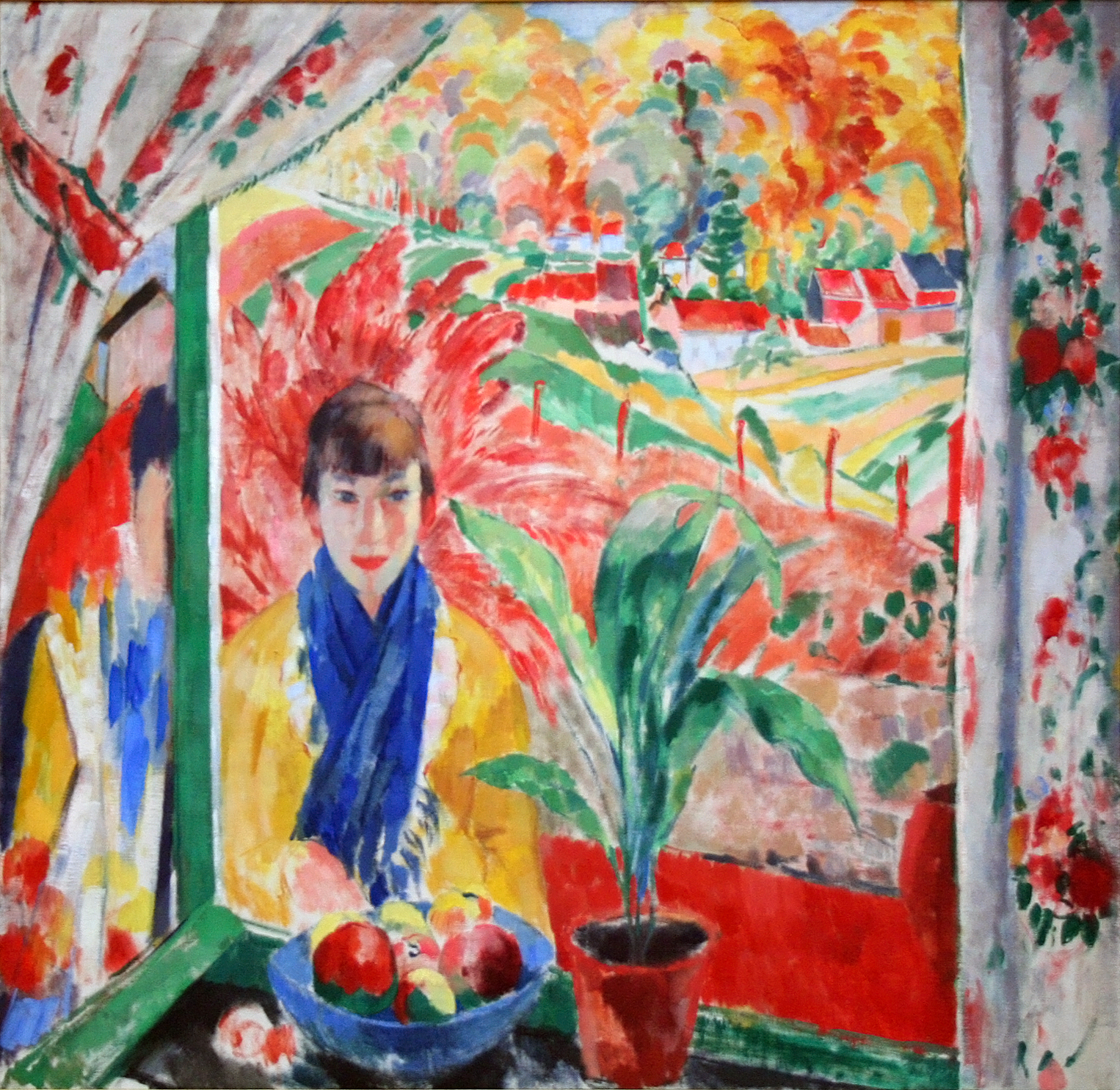
Autunno di Rik Wouters, esempio di fauvismo brabantino.

Il fauvismo brabantino è una corrente artistica belga del ventesimo secolo paragonabile al più noto fauvismo parigino, rappresentato tra gli altri dai francesi Henri Matisse, André Derain, Georges Rouault e Maurice de Vlaminck, e dall'olandese Kees van Dongen.
Il fauvismo brabantino ha tuttavia poco a che fare con quello parigino. Noto anche come "macchie informi" (o tachisme), ma i contrasti di colore sono molto meno grezzi. La maggior parte dei suoi rappresentanti si stabilì in quella che oggi è denominata Regione di Bruxelles Capitale e nei comuni limitrofi. Venivano chiamati anche "Selvaggi".
Auguste Oleffe, più anziano fra tutti, diventa il loro mentore. Rik Wouters è il più noto. Altri rappresentanti del movimento sono Charles Dehoy, Edgard Tytgat, Ferdinand Schirren, Anne Pierre De Kat, Louis Thevenet (spesso erroneamente scritto con la grafia Thévenet), Willem Paerels, Jean Brusselmans, Jos Albert, Fernand Verhaegen, Rodolphe Strebelle, Philibert Cockx, Jehan Frison, Éliane de Meuse e Roger Parent. Nel 1906 Schirren dipinge alcuni acquerelli che saranno considerati come i primi esempi di fauvismo belga.